# Fabien Camus
Fabien Camus (Arles, 28 februari 1985) is een Frans-Tunesisch voetballer die als middenvelder speelt.

## Carrière

### Frankrijk
Fabien Camus begon op zijn 15de bij de jeugd van Montpellier HSC toen de club hem weghaalde uit de jeugd van AC Arles. Twee jaar later werd hij opgemerkt door scouts van Olympique de Marseille. Op 18-jarige leeftijd tekende hij er zijn eerste profcontract en mocht hij enkele wedstrijden meespelen in de Ligue 1. Tot een basisplaats kwam het nooit.

### Sporting Charleroi
Hij tekende op 20-jarige leeftijd een contract bij Sporting Charleroi, zijn eerste goal maakte hij op 30 september 2005 tegen Club Brugge. In zijn tweede en meest succesvolle seizoen voor Charleroi was hij niet meer weg te denken uit de basiself en dit leverde de interesse van onder andere KRC Genk, Bayer Leverkusen, PSG, en AS Monaco op. Tot een transfer kwam het echter niet. Zijn derde seizoen draaide al snel uit op een kleine ramp, Camus liep een zware knieblessure op die hem een groot deel van het seizoen zou kosten.

### KRC Genk
Uiteindelijk tekende hij, na een goed vierde seizoen bij Charleroi, in de zomer van 2009 een 4-jarig contract bij KRC Genk. Hij maakte zijn debuut voor Genk tegen Excelsior Moeskroen. In 2012 verlengde hij zijn contract bij Genk tot 2015. Hij kon zich eerst moeilijk in de ploeg zetten, maar na de komst van trainer Mario Been speelde hij zo goed als alles voor de club. Eind augustus 2012 werd bekend dat hij voor één seizoen werd uitgeleend aan de Franse promovendus Troyes AC. Hij maakte zijn debuut voor de club tegen Lille OSC. Zijn eerste goal maakte hij tegen Stade Reims. Hij speelde dat seizoen 28 wedstrijden en scoorde 6 goals en speelde dus een zeer sterk seizoen. Hierna kon hij dus ook rekenen op heel wat interesse maar Genk besliste om hem te houden omdat ze nog iemand op zijn positie nodig hadden. Op de eerste speeldag van het seizoen 2013/2014 in de wedstrijd tegen KV Oostende viel hij in voor Anthony Limbombe en scoorde meteen de 2-0, ook was hij betrokken bij de 3-0 van Thomas Buffel. Voor het seizoen 2014/2015 werd hij uitgeleend aan Evian Thonon Gaillard FC.

### Troyes AC
Na de uitleenbeurt aan Evian Thonon Gaillard FC verliet hij Racing Genk in de zomer van 2015 definitief voor de Franse ploeg Troyes AC die uitkwam in de Ligue 1. Het werd een seizoen met veel speelminuten voor de Tunesiër. Hij maakte zijn debuut tegen AC Ajaccio. Zijn eerste doelpunt maakte hij tegen OGC Nice wat meteen voor het eerste punt zorgde in de competitie. Maar de ploeg pakte slechts 3 overwinningen. De degradatie was een feit en Camus verliet de club al na 1 seizoen.

### Antwerp FC
In de zomer van 2016 tekende de 31-jarige Camus een contract voor 4 jaar op de Bosuil. Hij werd aangekondigd als een ervaren speler met een karrenvracht aan ervaring op het hoogste niveau. Camus was zeer belangrijk voor de ploeg en hielp zijn ploeg eigenhandig aan de zege tegen Union met een hattrick. In de laatste wedstrijd van de reguliere competitie forceerde hij de strafschop die koelbloedig werd omgezet door Geoffry Hairemans. Dit doelpunt betekende kwalificatie voor de barragewedstrijden tegen Roeselare die gewonnen werden. Op die manier pakte Camus zijn derde prijs in België na winst in de Supercup en het kampioenschap in 2011 met Racing Genk. Op 31 augustus 2017 werd zijn contract ontbonden.

### KV Mechelen
In januari 2018 sloot Camus aan bij KV Mechelen waarmee hij degradeerde uit de Eerste klasse.

### Operatie Propere Handen
In oktober 2018 werd bekend dat Camus was opgepakt en verdacht werd van lidmaatschap van een criminele organisatie en witwassen in het onderzoek Operatie Propere Handen.

## Clubstatistieken
| Seizoen         | Club                | Competitie      | Competitie | Competitie | Play-offs | Play-offs | Supercup | Supercup | Beker | Beker | Coupe Ligue | Coupe Ligue | Europa | Europa | Totaal | Totaal |
| Seizoen         | Club                | Competitie      | Wed.       | Dlp.       | Wed.      | Dlp.      | Wed.     | Dlp.     | Wed.  | Dlp.  | Wed.        | Dlp.        | Wed.   | Dlp.   | Wed.   | Dlp.   |
| --------------- | ------------------- | --------------- | ---------- | ---------- | --------- | --------- | -------- | -------- | ----- | ----- | ----------- | ----------- | ------ | ------ | ------ | ------ |
| 2003/05         | Olympique Marseille | Ligue 1         | 2          | 0          | —         | —         | 0        | 0        | 0     | 0     | 0           | 0           | 0      | 0      | 2      | 0      |
| 2005/06         | Sporting Charleroi  | Eerste klasse   | 21         | 2          | —         | —         | —        | —        | 0     | 0     | —           | —           | 0      | 0      | 21     | 2      |
| 2006/07         | Sporting Charleroi  | Eerste klasse   | 32         | 6          | —         | —         | —        | —        | 0     | 0     | —           | —           | —      | —      | 32     | 6      |
| 2007/08         | Sporting Charleroi  | Eerste klasse   | 23         | 2          | —         | —         | —        | —        | 0     | 0     | —           | —           | —      | —      | 23     | 2      |
| 2008/09         | Sporting Charleroi  | Eerste klasse   | 23         | 1          | —         | —         | —        | —        | 0     | 0     | —           | —           | —      | —      | 23     | 1      |
| 2009/10         | KRC Genk            | Eerste klasse   | 24         | 3          | 8         | 2         | 1        | 0        | 2     | 0     | —           | —           | 2      | 0      | 35     | 5      |
| 2010/11         | KRC Genk            | Eerste klasse   | 17         | 2          | 1         | 0         | —        | —        | 1     | 0     | —           | —           | 4      | 0      | 23     | 2      |
| 2011/12         | KRC Genk            | Eerste klasse   | 18         | 2          | 0         | 0         | 1        | 0        | 1     | 0     | —           | —           | 6      | 0      | 26     | 2      |
| 2012/13         | KRC Genk            | Eerste klasse   | 3          | 0          | 0         | 0         | —        | —        | 0     | 0     | —           | —           | 1      | 0      | 4      | 0      |
| 2012/13         | → Troyes AC         | Ligue 1         | 32         | 7          | —         | —         | —        | —        | 5     | 4     | 3           | 0           | 0      | 0      | 40     | 11     |
| 2013/14         | KRC Genk            | Eerste klasse   | 27         | 3          | 6         | 0         | 0        | 0        | 3     | 0     | —           | —           | 9      | 2      | 45     | 5      |
| 2014/15         | → Évian FC          | Ligue 1         | 9          | 0          | —         | —         | —        | —        | 2     | 1     | 1           | 0           | 0      | 0      | 12     | 1      |
| 2015/16         | Troyes AC           | Ligue 1         | 35         | 5          | —         | —         | —        | —        | 2     | 1     | 0           | 0           | 0      | 0      | 37     | 6      |
| 2016/17         | Antwerp FC          | Proximus League | 17         | 5          | —         | —         | —        | —        | 2     | 1     | —           | —           | —      | —      | 19     | 6      |
| 2017/18         | Antwerp FC          | Eerste klasse   | 1          | 0          | 0         | 0         | —        | —        | 0     | 0     | —           | —           | —      | —      | 1      | 0      |
| 2017/18         | KV Mechelen         | Eerste klasse   | 5          | 0          | —         | —         | —        | —        | 0     | 0     | —           | —           | —      | —      | 5      | 0      |
| Carrière totaal | Carrière totaal     | Carrière totaal | 289        | 38         | 15        | 2         | 2        | 0        | 18    | 7     | 4           | 0           | 22     | 2      | 350    | 49     |

## Internationaal
Camus speelde in 2009 één oefenwedstrijd voor het Tunesisch voetbalelftal tegen Nederland. In november 2013 werd hij na 5 jaar opnieuw opgeroepen voor de interland tegen Kameroen onder leiding van bondscoach Ruud Krol nadat hij een Tunesisch paspoort had gekregen en zo ook officiële wedstrijden mocht spelen.

## Erelijst
| Nationaal                |    |           |
| Belgisch kampioen        | 1x | 2010-2011 |
| Belgische Supercup       | 1x | 2011      |
| Kampioen Eerste klasse B | 1x | 2016-2017 |